# Højby
Højby – dawne miasto na wyspie Fionia w Danii, obecnie południowa dzielnica Odense. W 2009 roku zamieszkana przez 4 556 osób. 1 stycznia 2010 włączone do Odense.
W Højby znajduje się kościół z XIV wieku oraz stacja kolejowa na linii Svendborgbanen.